# États du Moi

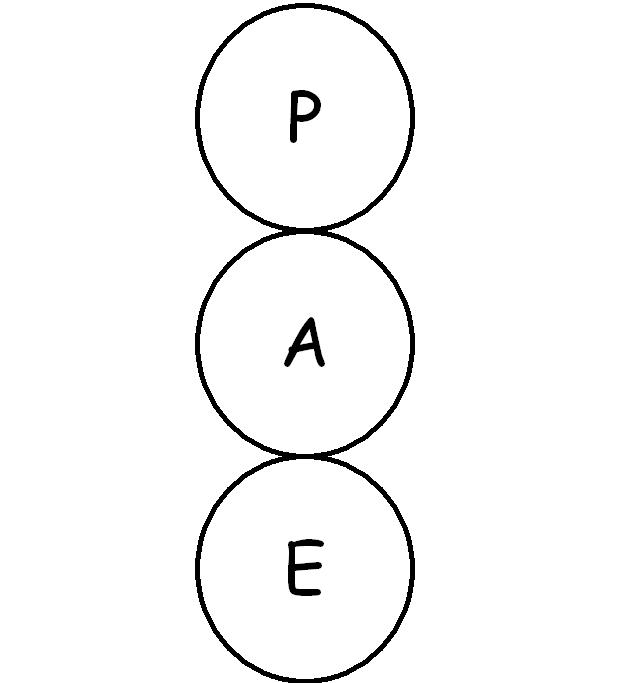
Diagramme structural de premier ordre de l'analyse transactionnelle représentant les 3 États du moi : le Parent, l'Adulte et l'Enfant.

Les États du moi forment selon Eric Berne les 3 composantes principales de la personnalité : le Parent, l'Adulte et l'Enfant. C'est un des concepts fondateurs de l'analyse transactionnelle, avec les « transactions » qui représentent les communications entre les États du moi de plusieurs personnes.
Éric Berne écrit dans Analyse Transactionnelle et Psychothérapie: 
« Le terme « état du moi » veut simplement désigner les différents états d'esprit et les modèles de comportement qui y correspondent, tels qu'ils se présentent à l'observation directe, et il permet d'éviter au départ l'emploi de constructions théoriques telles que « pulsion », « civilisation », « surmoi », « animus », « eidétique » et ainsi de suite. L'analyse structurale se contente d'affirmer que l'on peut classer et décrire avec précision de tels états du moi et que cette façon de procéder « va bien » ... »

## Description
L’analyse transactionnelle identifie trois États du moi :
- le Parent, noté P, qui représente le domaine de l'appris ;
- l’Adulte, noté A, qui représente le pensé et la vie expérimentée ;
- l’Enfant, noté E, qui représente le domaine du senti et des émotions.

Ils sont symbolisés dans la figure appelée « diagramme structural de premier ordre ».
Ces trois états ne sont pas synonymes du Ça, du Moi et du Surmoi de la psychanalyse freudienne.
Un État du moi est « un système de sentiments accompagné par un système lié de types de comportement», ou encore « un ensemble cohérent de pensées et de sentiments directement associé à un ensemble correspondant de comportement» .
« Je peux penser et ressentir et porter des jugements de valeur à partir de n'importe lequel des États du Moi ».
La structure temporelle des états du Moi :  quand je suis dans l'Adulte, j'ai des comportements, pensées et sentiments en adéquation avec les situations que je rencontre, quand je suis dans le Parent je reproduis des comportements, pensées et sentiments de figures parentales qui ont été importantes pour moi, quand je suis dans l'Enfant, je reproduis des comportements, pensées et sentiments tels que je les vivais étant enfant.

### Le Parent
Le Parent se divise en deux catégories opposées :
- le Parent Protecteur, Nourricier, ou Donnant[7], parent positif qui protège, soutient ou encourage ;
- le Parent Critique[7], Persécuteur, Normatif ou Sauveur[8], parent négatif qui dévalorise, donne les lois et les normes ou maintient dans la dépendance.

Chaque catégorie se subdivise en plusieurs types de comportements. Ainsi la transmission des valeurs pourra être faite soit par le Parent Normatif avec justesse, soit par le Parent Persécuteur de manière autoritaire.
« Dans cet état-là, la personne pense, agit, parle, sent et réagit exactement comme le faisait l'un de ses parents » ou une figure d'autorité, quand elle était petite. Quand une personne est dans le Parent, elle porte souvent des jugements de valeur, ou a un comportement nourricier.
Nous enregistrons dans l'état du Moi Parent tout ce que nous apprenons des figures d'autorité, tout au long de notre vie : l'essentiel s'enregistre « Avant six ans » comme l’écrit Fitzhugh Dodson, mais bien d'autres ajouts peuvent intervenir avec puissance. Sous la présidence de François Mitterrand, un grand nombre d'hommes politiques avaient une élocution comparable à la sienne, il en fut de même sous Charles de Gaulle.
Les rôles de Persécuteur et de Sauveur se retrouvent dans le triangle dramatique.

### L’Adulte
C'est « l'état du moi, dans lequel la personne examine objectivement son environnement, en calcule les possibilités et probabilités sur la base de l'expérience passée ». 

### L’Enfant
Comme le Parent, l'Enfant comporte deux catégories :
- l'Enfant Adapté ou Soumis, sous l'influence du Parent Critique ;
- l'Enfant Libre ou Naturel, qui est créatif, indépendant et spontané.

Un état intermédiaire, l'Enfant Rebelle ou Révolté, permet de passer de l'Enfant Soumis à l'Enfant Libre.
« Tout être humain porte en soi un petit garçon ou une petite fille qui pense, agit, parle, s'émeut et réagit exactement de la même façon que lorsqu'il était un enfant. ». Selon Berne, « L'élément déterminant, ici, est l'âge, qui peut être situé n'importe où entre les âges de deux et cinq ans. ».

## Identification
Il existe quatre manières de reconnaître les États du moi :
- Le diagnostic comportemental :

Il résulte de l'observation des mots, des intonations, des gestes, des postures, des mimiques de la personne observée. Plusieurs informations sont nécessaires pour établir le diagnostic. Dans certains cas il peut être utile de poser des questions pour lever un doute sur le diagnostic.
Ceci est à rapprocher du Calibrage en PNL.
- Le diagnostic social :

L'idée sous-tendue est d'utiliser le diagnostic de l'état du moi d'une personne pour diagnostiquer celui de son interlocuteur, les États du Moi des deux personnes étant souvent complémentaires.
- Le diagnostic historique :

Pour faire ce diagnostic, on pose des questions pour savoir comment la personne était lorsqu'elle était enfant, ou sur le comportement de ses figures parentales.
- Le diagnostic phénoménologique :

Il est mis en œuvre lorsque la personne fait plus que de se souvenir de son passé, mais le revit.

## Utilisation
Gysa Jaoui (Analyste transactionnelle) affirme : c'est « un outil simple et efficace pour comprendre les "transactions", les Jeux, les scénarios qui sous-tendent les relations humaines et aussi à comprendre notre fonctionnement intrapsychique. »
Le diagramme structural des trois états du moi (par trois cercles) permet de représenter le fonctionnement d'une personne selon l'état de son Parent, de son Adulte et de son Enfant.
On peut définir deux types de relations extrêmes entre les états du moi. Le processus névrotique infantilisant, où le Parent Critique culpabilise l'Enfant (pour l'amener à suivre les normes venues du père ou de la mère), ce qui en fait un Enfant Soumis (il devra passer par la révolte pour devenir Enfant Libre puis Adulte). Et le processus sain de croissance, où le Parent Protecteur permet à l'Enfant Libre de faire sa révolution, l'Adulte répondant alors aux besoins de l'Enfant Libre.

### Description des dysfonctionnements psychologiques

#### Contamination et exclusion
Par "contamination" on désigne ce qui fausse le jugement. On peut trouver :
- La contamination de l'Adulte par le Parent : des pensées et propos qui sonnent juste mais qui sont en fait des préjugés.
- La contamination de l'Adulte par l'Enfant. Toutes croyances qui là aussi semblent sonner justes mais sont en fait des illusions.

Le terme "exclusion" signifie que la personne se présente comme si un des trois États du moi était absent.

#### Dysharmonie des états du Moi
Les trois états du Moi sont ordinairement représentés comme ayant la même taille - il y a ainsi symboliquement le même quantum énergétique. Mais il peut apparaître qu'une personne peut avoir un État du moi Adulte d'un volume plus important que les deux autres qui corrélativement apparaitront alors diminués. On peut aussi trouver des personnalités ayant un Enfant surdimensionné et donc ayant un Parent et un Adulte diminués.
Un des principes de l'AT est que l'on ne peut agir par la diminution d'un État du moi surdimensionné mais par le renforcement de celui ou ceux qui sont diminués.

### Symbiose
Il peut aussi se trouver des systèmes relationnels où, par exemple, une personne active ses états du Moi Parent et Adulte et vient chercher l'Enfant d'une seconde personne.
On peut trouver aussi des chaînes symbiotiques entre plusieurs personnes, chacune ayant en symbiose l'Enfant, par exemple, de la précédente ou de la suivante.